# Liste der Baudenkmale in Schüttorf
In der Liste der Baudenkmale in Schüttorf sind alle Baudenkmale der niedersächsischen Stadt Schüttorf aufgelistet. Die Quelle der Baudenkmale ist der Denkmalatlas Niedersachsen. Der Stand der Liste ist der 19. November 2022.

## Allgemein
In den Spalten befinden sich folgende Informationen:
- Lage: die Adresse des Baudenkmales und die geographischen Koordinaten. Kartenansicht, um Koordinaten zu setzen. In der Kartenansicht sind Baudenkmale ohne Koordinaten mit einem roten Marker dargestellt und können in der Karte gesetzt werden. Baudenkmale ohne Bild sind mit einem blauen Marker gekennzeichnet, Baudenkmale mit Bild mit einem grünen Marker.
- Bezeichnung: Bezeichnung des Baudenkmales
- Beschreibung: die Beschreibung des Baudenkmales. Unter § 3 Abs. 2 NDSchG werden Einzeldenkmale und unter § 3 Abs. 3 NDSchG Gruppen baulicher Anlagen und deren Bestandteile ausgewiesen.
- ID: die Objekt-ID des Baudenkmales
- Bild: ein Bild des Baudenkmales, ggf. zusätzlich mit einem Link zu weiteren Fotos des Baudenkmals im Medienarchiv Wikimedia Commons. Wenn man auf das Kamerasymbol klickt, können Fotos zu Baudenkmalen aus dieser Liste hochgeladen werden:

## Schüttorf
| Lage                                                | Bezeichnung                    | Beschreibung | ID       | Bild           |
| --------------------------------------------------- | ------------------------------ | --- | -------- | -------------- |
| Bahnhofstraße 2 52° 19′ 8″ N, 7° 13′ 23″ O          | Villa                          | | 36059602 |                |
| Bahnhofstraße 3 52° 19′ 6″ N, 7° 13′ 25″ O          | Villa                          | | 36059625 |                |
| Bentheimer Straße 11 52° 18′ 55″ N, 7° 13′ 4″ O     | Fabrikantenvilla Geerdemann    | | 36059648 |                |
| Bentheimer Straße 29 52° 18′ 48″ N, 7° 12′ 56″ O    | Villa Remy                     | | 36059672 |                |
| Brunnenstraße 52° 19′ 18″ N, 7° 13′ 16″ O           | Brunnen                        | | 36059697 |                |
| Brunnenstraße 10 52° 19′ 19″ N, 7° 13′ 15″ O        | Wohnhaus                       | | 36059720 |                |
| Burg-Altena-Platz 2 52° 19′ 10″ N, 7° 13′ 27″ O     | „Hotel Lindemann“              | | 36059744 |                |
| Dr. Scheurmann-Platz 52° 19′ 16″ N, 7° 12′ 39″ O    | Kriegerdenkmal                 | | 36059793 |                |
| Fabrikstraße 52° 19′ 7″ N, 7° 13′ 33″ O             | Pflasterung                    | | 36060967 | BW             |
| Föhnstraße 4 52° 19′ 21″ N, 7° 13′ 19″ O            | ehem. Ackerbürgerhaus          | | 41675716 | BW             |
| Föhnstraße 38 52° 19′ 23″ N, 7° 13′ 12″ O           | Wohnhaus                       | | 36059814 |                |
| Föhnstraße 42 52° 19′ 23″ N, 7° 13′ 11″ O           | Wohnhaus                       | | 36059837 | BW             |
| Hagen 14 52° 19′ 10″ N, 7° 13′ 19″ O                | Villa                          | | 36059860 |                |
| Hagen 15 52° 19′ 10″ N, 7° 13′ 18″ O                | Wohnhaus                       | | 36059955 | BW             |
| Hagen 23 52° 19′ 10″ N, 7° 13′ 14″ O                | Gartenportal                   | | 36059883 | BW             |
| Hagen 28 52° 19′ 13″ N, 7° 13′ 11″ O                | Gartenportal                   | | 36059909 | BW             |
| Hagen 40 52° 19′ 15″ N, 7° 13′ 11″ O                | Villa                          | | 36059932 | BW             |
| Hagen 54 52° 19′ 20″ N, 7° 13′ 9″ O                 | Villa                          | | 36059978 |                |
| Jürgenstraße 23 52° 19′ 13″ N, 7° 13′ 20″ O         | Wohnhaus                       | | 36060001 |                |
| Lehmkuhle 52° 19′ 14″ N, 7° 12′ 11″ O               | Denkmal                        | | 36060024 | BW             |
| Lehmkuhle 2 52° 19′ 16″ N, 7° 12′ 36″ O             | Villa                          | | 36059769 |                |
| Markt 1 52° 19′ 20″ N, 7° 13′ 20″ O                 | Rathaus                        | | 36060047 | Weitere Bilder |
| Markt 10 52° 19′ 17″ N, 7° 13′ 19″ O                | Stadt-Apotheke                 | | 36060432 |                |
| Markt 18 52° 19′ 16″ N, 7° 13′ 19″ O                | Wohn-/ Geschäftshaus           | | 36060072 |                |
| Mauerstraße 52° 19′ 13″ N, 7° 13′ 12″ O             | Stadtmauer                     | | 36060095 |                |
| Mauerstraße 48 52° 19′ 14″ N, 7° 13′ 13″ O          | Villa                          | | 36060119 |                |
| Mühlengasse 7 52° 19′ 15″ N, 7° 13′ 30″ O           | Vechtemühle (Mühle)            | | 36060143 |                |
| Mühlengasse 7 52° 19′ 15″ N, 7° 13′ 31″ O           | Vechtemühle (Stauanlagen)      | | 36061361 |                |
| Mühlengasse 7 52° 19′ 15″ N, 7° 13′ 31″ O           | Vechtemühle (Brücke)           | | 36061308 | BW             |
| Nordring 1 52° 19′ 27″ N, 7° 13′ 10″ O              | Wohnhaus                       | | 36060170 | BW             |
| Ohner Diek 52° 16′ 48″ N, 7° 13′ 4″ O               | Straßenbrücke (Eileringsbecke) | | 36061467 | BW             |
| Postweg 3 52° 17′ 59″ N, 7° 13′ 24″ O               | Schule                         | | 36061594 |                |
| Rathausstraße 52° 19′ 21″ N, 7° 13′ 22″ O           | Marienkirche                   | | 36060193 | Weitere Bilder |
| Salzberger Straße 52° 19′ 25″ N, 7° 13′ 57″ O       | Hochkreuz                      | | 36060217 | BW             |
| Salzberger Straße 1 – 3 52° 19′ 24″ N, 7° 13′ 37″ O | Textilfabrik Gattmann          | | 36060856 |                |
| Samernsche Straße 52° 19′ 18″ N, 7° 14′ 1″ O        | Jüdischer Friedhof Schüttorf   | Verschlossene Anlage auf natürlicher Erhebung zwischen Samerscher Straße und Sportplatzgelände gelegen.19 Grabsteine aus der Zeit zwischen 1813 und 1930 erhalten. Alter Baumbestand. Die Anlage ist komplett eingezäunt und von Buschwerk und Bäumen umgeben. Die Grabsteine sind zum Teil beidseitig beschriftet. | 36060454 | BW             |
| Schevestraße 44 52° 19′ 18″ N, 7° 12′ 44″ O         | Wohnhaus                       | | 36060481 |                |
| Schevestraße 59 52° 19′ 16″ N, 7° 12′ 41″ O         | Wohnhaus                       | | 49405047 | BW             |
| Schützenstraße 9 52° 18′ 32″ N, 7° 12′ 48″ O        | Wohn-/ Wirtschaftsgebäude      | | 36061518 |                |
| Schützenstraße 11 52° 18′ 35″ N, 7° 12′ 45″ O       | Fabrikantenvilla               | | 36061412 |                |
| Schützenstraße 11 52° 18′ 37″ N, 7° 12′ 42″ O       | Park                           | | 36061441 | BW             |
| Singel 5a 52° 19′ 14″ N, 7° 13′ 19″ O               | Wohnhaus                       | | 36060753 |                |
| Singel 5b 52° 19′ 14″ N, 7° 13′ 18″ O               | Wohnhaus                       | | 36060726 |                |
| Singel 7 52° 19′ 14″ N, 7° 13′ 18″ O                | Wohn-/ Geschäftshaus           | | 36060699 |                |
| Singel 11 52° 19′ 14″ N, 7° 13′ 17″ O               | Wohnhaus                       | | 36060673 | BW             |
| Steinstraße 52° 19′ 17″ N, 7° 13′ 23″ O             | St. Laurentius                 | | 36060408 | Weitere Bilder |
| Steinstraße 52° 19′ 16″ N, 7° 13′ 22″ O             | Kriegerdenkmal                 | | 36060265 |                |
| Steinstraße 7 52° 19′ 15″ N, 7° 13′ 26″ O           | Bücherei                       | | 36060311 |                |
| Steinstraße 7 52° 19′ 16″ N, 7° 13′ 26″ O           | Brunnen                        | | 36060288 | BW             |
| Steinstraße 10 52° 19′ 15″ N, 7° 13′ 23″ O          | Wohnhaus                       | | 36060566 |                |
| Steinstraße 11 52° 19′ 15″ N, 7° 13′ 28″ O          | Speicher                       | | 36060587 | BW             |
| Steinstraße 11 52° 19′ 15″ N, 7° 13′ 28″ O          | Sandsteinmauer                 | | 36061331 | BW             |
| Steinstraße 16 52° 19′ 15″ N, 7° 13′ 25″ O          | Wohnhaus                       | | 36060545 |                |
| Steinstraße 24 52° 19′ 14″ N, 7° 13′ 26″ O          | Wohn-/ Geschäftshaus           | | 36060653 | BW             |
| Steinstraße 29 52° 19′ 11″ N, 7° 13′ 29″ O          | Villa Schlikker                | | 36060336 |                |
| Steinstraße 29 52° 19′ 11″ N, 7° 13′ 28″ O          | Villa Schlikker (Einfriedung)  | | 36061283 | BW             |
| Steinstraße 32 52° 19′ 13″ N, 7° 13′ 27″ O          | Wohnhaus                       | | 36060362 |                |
| Steinstraße 34 52° 19′ 12″ N, 7° 13′ 27″ O          | Villa                          | | 36060385 |                |
| Zum Forsthaus 11 52° 17′ 37″ N, 7° 13′ 17″ O        | Schafstall                     | | 36061494 | BW             |

### Textilfabrik Schlikker & Söhne
| Lage                                     | Bezeichnung        | Beschreibung | ID       | Bild           |
| ---------------------------------------- | ------------------ | ------------ | -------- | -------------- |
| Fabrikstraße 52° 19′ 9″ N, 7° 13′ 38″ O  | Spinnerei          |              | 36061128 | Weitere Bilder |
| Fabrikstraße 52° 19′ 10″ N, 7° 13′ 36″ O | Trafostation       |              | 36061101 | BW             |
| Fabrikstraße 52° 19′ 8″ N, 7° 13′ 36″ O  | Verwaltung         |              | 36061048 |                |
| Fabrikstraße 52° 19′ 7″ N, 7° 13′ 36″ O  | Verwaltung         |              | 36061075 |                |
| Fabrikstraße 52° 19′ 8″ N, 7° 13′ 35″ O  | Tordurchfahrt      |              | 36061234 | BW             |
| Fabrikstraße 52° 19′ 7″ N, 7° 13′ 33″ O  | Büro-/Lagergebäude |              | 36061019 |                |
| Fabrikstraße 52° 19′ 8″ N, 7° 13′ 35″ O  | Schornstein        |              | 36060935 |                |
| Fabrikstraße 52° 19′ 9″ N, 7° 13′ 35″ O  | Werkstatt          |              | 36060881 | BW             |
| Fabrikstraße 52° 19′ 9″ N, 7° 13′ 32″ O  | Werkstatt          |              | 36060908 |                |
| Fabrikstraße 52° 19′ 7″ N, 7° 13′ 31″ O  | Einfriedung        |              | 36060992 | BW             |